# Sénateurs désignés par les Cortes d'Aragon
Les sénateurs désignés par les Cortes d'Aragon représentent l'Aragon au Sénat espagnol.

## Normes et désignation
La faculté pour chaque communauté autonome de désigner un ou plusieurs sénateurs au Sénat, conçu comme une chambre de représentation territoriale, est énoncée à l'article 69, alinéa 5, de la Constitution espagnole de 1978. La désignation est régie par l'article 41 du statut d'autonomie de l'Aragon ainsi que par la loi aragonaise 18/2003 portant désignation des sénateurs représentant l'Aragon et le règlement des Cortes,.
Tout citoyen jouissant de ses droits civils et politiques et ayant la qualité d'aragonais peut être désigné sénateur. Après la tenue des élections aux Cortes d'Aragon et la constitution des Cortes, le bureau détermine le nombre de sénateurs à désigner en tenant compte du nombre de votants lors des dernières élections sénatoriales. Les sièges de sénateurs sont alors assignés à chaque groupe parlementaire en fonction de leur importance numérique et suivant la loi d'Hondt. En cas d'égalité dans la répartition, le siège est attribué au parti ayant eu le plus de voix lors des élections aux Cortes d'Aragon. Une fois la répartition des sièges effectuée entre les groupes parlementaires, ceux-ci doivent proposer leurs listes de candidats dans le délai imparti par la présidence des Cortes. En cas de vacance, le groupe dont est issu le sénateur démissionnaire est chargé de proposer un nouveau candidat.
La dissolution des Cortes d'Aragon met fin au mandat des sénateurs désignés, ceux-ci restent néanmoins en poste jusqu'à la désignation des nouveaux sénateurs. En cas de dissolution du Sénat, les sénateurs désignés restent en place sans nécessité d'un nouveau vote.

## Synthèse
| PSOE  |       | 1 | 1 | 1 | 1 | 1 |   |   | 1 | 1 |   | 1 |  |  |  |  |
| AP/PP |       | 1 |   |   | 1 | 1 | 1 | 1 | 1 | 1 | 1 | 1 |  |  |  |  |
| PAR   |       |   | 1 | 1 |   |   | 1 | 1 |   |   | 1 |   |  |  |  |  |
|       |       |   |   |   |   |   |   |   |   |   |   |   |  |  |  |  |
| Total | Total | 2 | 2 | 2 | 2 | 2 | 2 | 2 | 2 | 2 | 2 | 2 |  |  |  |  |

## Législatures

### Ire
| Parti | Parti | Sénateurs désignés       | Voix |
| ----- | ----- | ------------------------ | ---- |
| PSOE  |       | Alfonso Sáenz Lorenzo    | 53   |
| AP    |       | Rafael Zapatero González | 50   |

- Désignation : 20 octobre 1983.

### IIe
| Parti | Parti | Sénateurs désignés    | Voix |
| ----- | ----- | --------------------- | ---- |
| PAR   |       | Emilio Eiroa García   | 38   |
| PSOE  |       | Alfonso Sáenz Lorenzo | 33   |

- Désignation : 23 juillet 1987.

### IIIe
| Parti | Parti | Sénateurs désignés    | Voix |
| ----- | ----- | --------------------- | ---- |
| PSOE  |       | Alfonso Sáenz Lorenzo | 61   |
| PAR   |       | Valentín Calvo Lou    | 60   |

- Désignation : 11 juillet 1991.

### IVe
| Parti | Parti | Sénateurs désignés         | Voix |
| ----- | ----- | -------------------------- | ---- |
| PP    |       | Gustavo Alcalde Sánchez    | 36   |
| PSOE  |       | Luis Carlos Piquer Jiménez | 25   |

- Désignation : 13 juillet 1995.
- Gustavo Alcalde (PP) est remplacé en avril 1996 par Sebastián Contín Pellicer par 50 voix favorables.
- Carlos Piquer (PSOE) est remplacé en décembre 1997 par Marcelino Artieda García par 28 voix favorables.

### Ve
| Parti | Parti | Sénateurs désignés       | Voix |
| ----- | ----- | ------------------------ | ---- |
| PP    |       | Santiago Lanzuela Marina | 36   |
| PSOE  |       | Francisco Catalá Pardo   | 31   |

- Désignation : 23 septembre 1999.
- Santiago Lanzuela (PP) est remplacé en mars 2000 par Manuel Giménez Abad par 36 voix favorables.
  - Manuel Giménez (PP) est remplacé en juin 2001 par Sebastián Contín Pellicer par 33 voix favorables.

### VIe
| Parti | Parti | Sénateurs désignés      | Voix |
| ----- | ----- | ----------------------- | ---- |
| PAR   |       | José María Mur Bernad   | 35   |
| PP    |       | Gustavo Alcalde Sánchez | 22   |

- Désignation : 18 juillet 2003.

### VIIe
| Parti | Parti | Sénateurs désignés      | Voix |
| ----- | ----- | ----------------------- | ---- |
| PAR   |       | José María Mur Bernad   | 38   |
| PP    |       | Gustavo Alcalde Sánchez | 23   |

- Désignation : 12 juillet 2007.

### VIIIe
| Parti | Parti | Sénateurs désignés       | Voix |
| ----- | ----- | ------------------------ | ---- |
| PP    |       | Gustavo Alcalde Sánchez  | 34   |
| PSOE  |       | Marcelino Iglesias Ricou | 25   |

- Désignation : 13 juillet 2011.
- Gustavo Alcalde (PP) est remplacé le 8 février 2012 par Ricardo Canals Lizano par 35 voix favorables.

### IXe
| Parti | Parti | Sénateurs désignés        | Voix |
| ----- | ----- | ------------------------- | ---- |
| PP    |       | Luisa Fernanda Rudi Úbeda | 24   |
| PSOE  |       | Marcelino Iglesias Ricou  | 21   |

- Désignation : 28 juillet 2015.

### Xe
| Parti | Parti | Sénateurs désignés             | Voix |
| ----- | ----- | ------------------------------ | ---- |
| PAR   |       | Clemente Sánchez-Garnica Gómez | 27   |
| PP    |       | Luisa Fernanda Rudi Úbeda      | 16   |

- Désignation : 5 septembre 2019.

### XIe
| Parti | Parti | Sénateurs désignés               | Voix |
| ----- | ----- | -------------------------------- | ---- |
| PP    |       | Eloy Suárez Lamata               | 36   |
| PSOE  |       | Francisco Javier Lambán Montañés | 22   |

- Désignation : 8 septembre 2023.